# Disturbios de Nukualofa de 2006
Los disturbios de Nukualofa de 2006 se desarrollaron el 16 de noviembre de dicho año, en la capital del Reino de Tonga. La Asamblea Legislativa debió aplazar por un año y pese a las promesas de acción, ha hecho poco para promover la democracia en el gobierno. Una multitud de defensores de la democracia se lanzaron a las calles en protesta avanzando a los saqueos y edificios en llamas.

## Desarrollo
Los disturbios estallaron alrededor de las 3:30pm cuando manifestantes lanzaron piedras, rompieron ventanas y saquearon. Por alrededor de las 6:00pm, los manifestantes comenzaron a prender fuego en edificios. Sus primeros objetivos eran los del gobierno. Luego atacaron a las de las empresas, incluyendo algunas que fueron arrendados a ANZ Bank y los de propiedad del primer ministro Feleti Sevele.

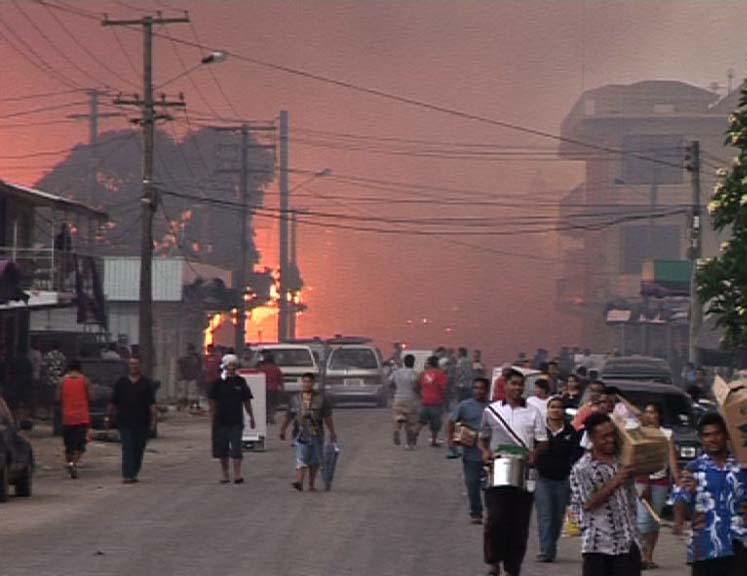
Saqueadores.

Una tienda de venta privada de teléfonos móviles y de publicidad para Tonfön (parte del Shoreline Group of Companies, a la vez, por la familia real) estaba al lado. Los manifestantes también atacaron e incendiaron la oficina principal del Grupo de Empresas del litoral, que se encuentra a un kilómetro de distancia del distrito central de los negocios menores.
Varias de las tiendas más grandes de China fueron objeto de saqueos e incendios. Otras tiendas, incluyendo una propiedad de personas de origen indio, fueron quemadas también, pero no está claro si fue intencional o se incendió de los edificios circundantes.
A las 6:00pm los manifestantes incendiaron TOT The Royal Pacific Hotel (Propiedad del Shoreline Group of Companies). El hotel se encuentra en una de las principales carreteras en la ciudad. Hay muchos edificios comerciales en la vía pública, y el fuego se extendió a algunos de esos edificios también.
Según un artículo publicado en Tonga Now, Tonganos de ambos sexos y de todas las edades participaron ávidamente en el saqueo. Sin embargo, en algunas fotos parece indicar que los primeros incendios fueron por jóvenes. Esta concepción se refuerza después de una tienda destruida chino fue objeto de vandalismo con grafiti.
Al caer la noche, la policía y los Servicios de Defensa de Tonga recuperaron el control del distrito central de negocios y volvieron la espalda a cualquiera que intentara entrar.

## Consecuencias
Daños variados: Según algunas estimaciones, entre 60% y el 80% del distrito de negocios central fue destruido.

### 17 de noviembre

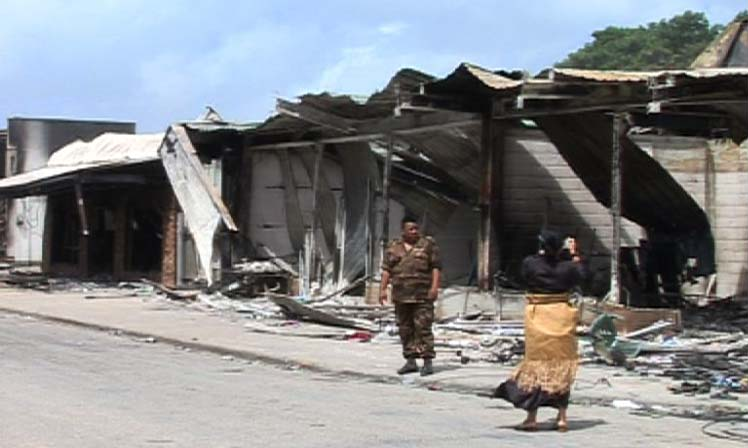
Los daños al día siguiente de los disturbios.

El gobierno tongano declaró el estado de emergencia. Solo los bomberos, oficiales de policía, y trabajadores de servicios públicos podían acceder al perímetro definido por las avenidas Vuna, Alipate, Mateialona y Tupoulahi. Los residentes de esa área solo podían ingresar tras de ser registrados. Durante el mes siguiente, las reuniones de más de cinco personas fueron prohibidas en esa zona. Las leyes de emergencia otorgaron a las fuerzas de seguridad el derecho a detener y registrar a las personas, incluso sin una orden judicial.
La Embajada de la República Popular China fletó un avión para evacuar a ciudadanos de ese país. Desde el inicio de los disturbios, unas 150 personas se refugiaron en el edificio diplomático.

### 18 de noviembre
110 soldados y 44 policías de Australia y Nueva Zelanda llegaron para ayudar a la policía local a establecer el orden. El ejército neozelandés fue el encargado de la seguridad del Aeropuerto Internacional Fua'amotu, y la policía de la de la Alta Comisión. El contingente del 1er Batallón, Regimiento Real Australiano colaboró con las fuerzas tonganas.

### 19 de noviembre
Restricciones a la entrada a la ciudad se normalizaron. A los ciudadanos se les permitió volver a Nukualofa, pero solo a pie, con el fin de asistir a servicios religiosos. Las aerolíneas aperaron con vuelos especiales ese domingo (Una excepción a las estrictas leyes que prohíben la actividad comercial del sábado cristiano). 
Akilisi Pōhiva, líder del Movimiento Pro-democracia de Tonga, ha criticado la intervención de las Fuerzas de Defensa de Australia y Nueva Zelanda después de los disturbios.

### 20 de noviembre
Algunas empresas se habían trasladado temporalmente a los suburbios. Algunos artículos robados fueron devueltos. La policía custodiaba el centro de telecomunicaciones y la investigación de los registros de llamadas móviles. De acuerdo con el periódico Matangi Tonga, veintiséis detenciones se han realizado y el número de muertes había sido revisado a la baja a seis.

### 22 de noviembre
Nukualofa estaba ya en gran medida pacífica. El centro de la ciudad fue acordonada y policías patrullaban en gran medida, pero los propietarios de los locales de trabajo y similares podría fácilmente obtener el permiso para entrar en el área restringida. Algunas tiendas de chinos que escaparon de los daños se volvieron abrir. Grandes tiendas y bancos, sin embargo, seguían operando desde distintos puntos temporales en los suburbios.

### 1 de diciembre
La paz restaura y las fuerzas extranjeras comenzaron a salir. La zona prohibida de la ciudad se reduce. La policía había realizado 571 detenciones.

### Manteniendo el estado de emergencia
A finales de enero de 2008, las autoridades de Tonga renovaron su Proclamación de Orden Público para el funcionamiento al decimosexto mes, tras unos prolongados incidentes. La declaración dice: Queda proclamado que sigue existiendo un estado de peligro en el centro de Nukualofa. De acuerdo con la Proclamación, la zona seguirá siendo "controlado y mantenido por la fuerza policial de Tonga y de Servicios de Defensa de Tonga con el único propósito de mantener el orden público para todos los habitantes del país ". [ 11 ] El ministro de Información de Tonga Afualo Matoto anunció que el Estado de emergencia, probablemente se mantendrá por otros tres meses (es decir, hasta finales de abril). Esto fue criticado por Tonga favor de la democracia defensora Akilisi Pohiva No veo ninguna razón para que el gobierno siguen aferrándose a la energía eléctrica de emergencia.
El estado de emergencia fue levantado en agosto de 2008. El miembro de la Asamblea Legislativa Akilisi Pōhiva señaló que el gobierno había elegido probablemente que esperar hasta después de la coronación del rey Jorge Tupou V para poner fin a la misma. Fue, sin embargo, volvió a imponer en septiembre, a pesar de las objeciones de los programas de la democracia los miembros del Parlamento.

## Operación Kaliloa
Una investigación conjunta de los disturbios realizada por la policía tongana, la policía federal australiana y la policía de Nueva Zelanda, con nombre en código Operación Kaliloa, había comenzado.
Tonga y el exministro de Seguridad, Clive Edwards afirma que los soldados de Tonga han golpeado a cientos de personas y luego se negó un tratamiento por sus lesiones. Edwards afirma que fue atacado por los soldados a sí mismo. Un funcionario de la Fuerza de Defensa de Tonga dijo que no había evidencia para respaldar las afirmaciones de Edwards. Él no quiso dar su nombre. El 2 de febrero de 2007, Edwards fue arrestado y acusado de dos cargos de sedición, que surgieron de los disturbios.
El estado de emergencia declarado el 17 de noviembre de 2006 ha sido prorrogado varias veces. Varias fechas de vencimiento han sido planificados, incluyendo el gobierno de Tonga, declarando que se mantendrá hasta abril de 2008. Aun así, siguió en vigor hasta junio de 2010.